# 糯米丸子

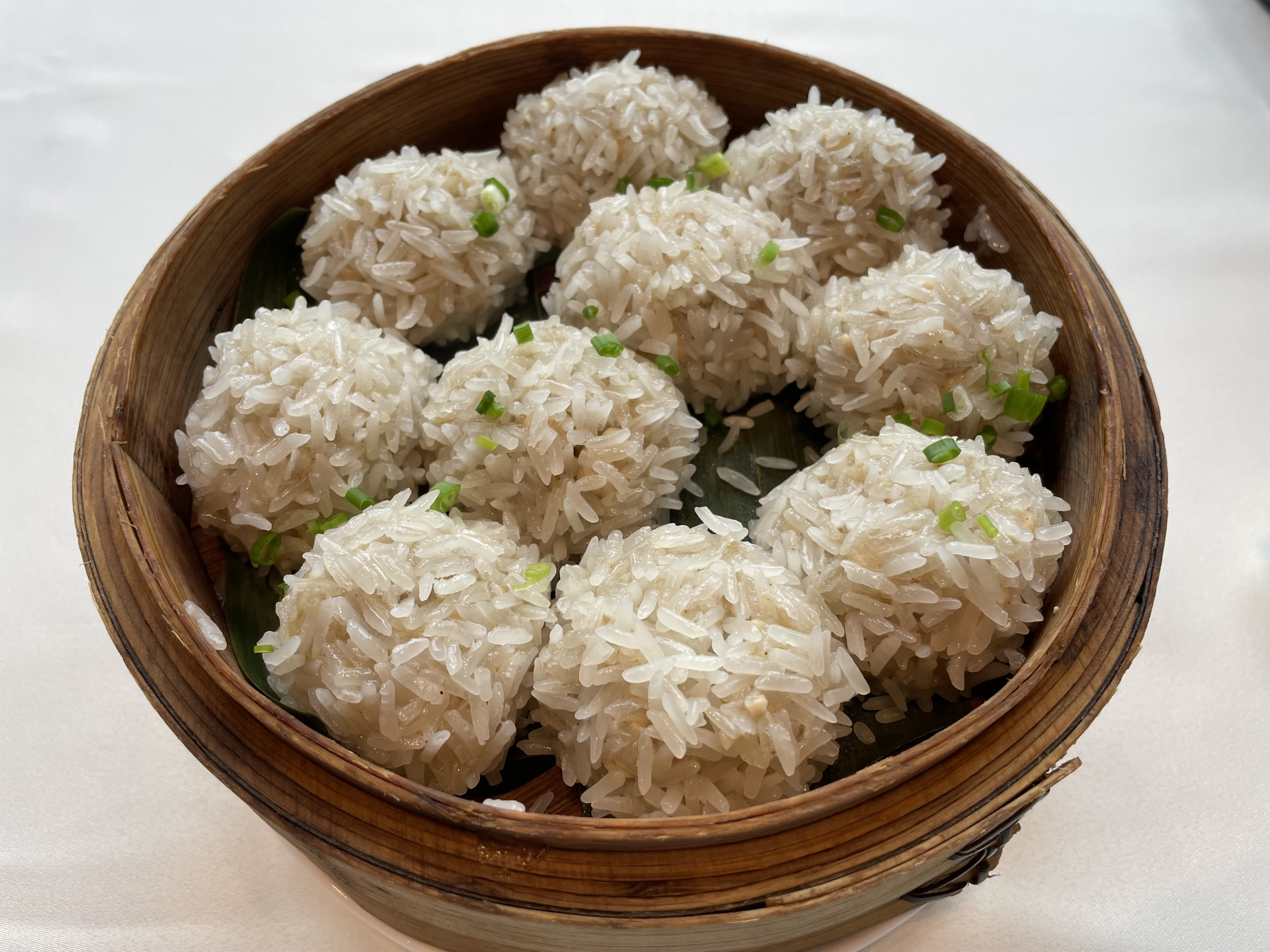
豆腐珍珠丸子，湖北方言称为豆腐珍珠圆子

珍珠丸子，也称为糯米丸子、簑衣丸子或珍珠圆子，源自湖北的沔阳三蒸，是中國一種節慶時食用的食品，也常作為一道家常菜。制作珍珠丸子的主要材料有猪絞肉、蔬菜、糯米，制作時将絞肉和蔬菜拌成馅，作成丸子状，外面再包裹糯米，然后清蒸即可。珍珠丸子具有團圓喜慶之意。

## 類似食品
- 稻#糯米食品